# Blocco Apartitico per la Cooperazione con il Governo
Il Blocco Apartitico per la Cooperazione con il Governo (polacco: Bezpartyjny Blok Współpracy z Rządem; BBWR) è stato un partito politico della Polonia, attivo durante la Seconda Repubblica.
Fondato come gruppo parlamentare nel novembre 1927, si strutturò come partito nel 1928, con lo scopo di sostenere il movimento Sanacja di Józef Piłsudski, riconosciuto come leader informale del blocco. Dopo la morte di Piłsudski nel 1935, il BBWR perse la sua figura di riferimento e si dissolse.

## Storia

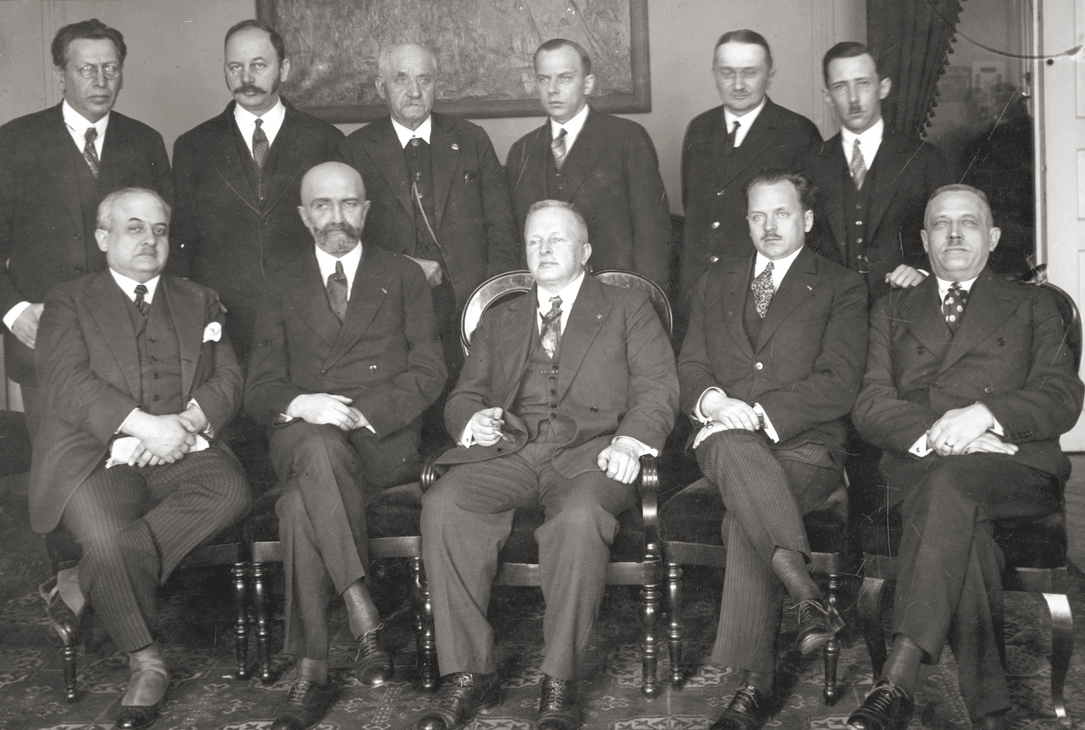
La dirigenza del BBWR nel 1929 (da sinistra verso destra): Hipolit Gliwic, il Primo Ministro Walery Sławek, il Maresciallo del Senato Julian Szymański, Marian Zyndram-Kościałkowski e Walery Roman.

Il BBWR venne formalmente fondato il 19 gennaio 1928 da Walery Sławek, con la peculiarità di non considerarsi un partito strutturato ma piuttosto un raggruppamento politico e parlamentare per supportare le politiche del maresciallo Józef Piłsudski, che nel 1926 era assurto a governante de facto della Polonia attraverso il cosiddetto Colpo di Stato di maggio.
Dopo aver ottenuto le dimissioni del Presidente Stanisław Wojciechowski il 14 maggio 1926, Piłsudski era riuscito attraverso elezioni formali a far eleggere l'amico Ignacy Mościcki, subentrato il 4 giugno dello stesso anno. Benché la riforma costituzionale varata in agosto attribuisse maggiori poteri al presidente, questi rimase sostanzialmente un prestanome di Piłsudski fino alla sua morte.
Forte di questo successo, Piłsudski ottenne la nomina di Kazimierz Bartel (esponente del BBWR) alla presidenza del governo il 27 giugno 1928. Oltre ai governi Bartel (1928–1930), la BBWR espressi anche i governi Świtalski (1929), Sławek (1930–1931, 1935), Prystor (1931–1933), Jędrzejewicz (1933–1934) e Kozłowski (1934–1935). Nell'aprile 1935, con il sostegno del BBWR, venne varata una seconda riforma costituzionale, che prevedeva un'ulteriore rafforzamento dell'autorità presidenziale. Nonostante le speculazioni circa il desiderio di Piłsudski di divenire presidente della Polonia con ampi poteri, questi morì nel maggio dello stesso anno a causa di un tumore in stato avanzato, lasciando un vuoto di potere che indebolì il sistema istituzionale della Polonia, aggravato dal terrorismo effettuato dall'Organizzazione dei nazionalisti ucraini (OUN) e dalla crisi economica le cui conseguenze erano state perlopiù ignorate dall'establishment politico.
La morte della sua figura di riferimento fece perdere al BBWR l'unico suo collante ideale, e conseguentemente Walery Sławek decise di sciogliere il partito 30 ottobre 1935, essendo stato estromesso dalla guida del governo il 13 ottobre dello stesso anno dal Presidente Mościcki, che mirava a succedere a Piłsudski come capo effettivo dello stato.
Escluso Sławek, la contesa sulla successione si concluse con una sorta di diarchia tra il Presidente Mościcki e il Maresciallo Edward Rydz-Śmigły (secondo in comando di Piłsudski), portando alla fine del movimento Sanacja, involuto in senso conservatore. Nel desiderio di ristabilire l'ordine politico e svoltare definitivamente verso un regime autoritario, il generale Adam Koc riuscì a far confluire la maggioranza del BBWR verso Campo di Unità Nazionale, fondato nel 1937 come ideale successore del BBWR e ispirato dal fascismo italiano.

## Ideologia
Non avendo il BBWR né le caratteristiche, né una vera e propria ideologia tipica dei partiti politici, e riconoscendo Józef Piłsudski come una figura unificante, prototipo del condottiero e Pater Patriae, riuscì a raggruppare non solo gli "amici di Piłsudski" (perlopiù ex-membri della POW), ma anche intellettuali tecnocrati, minoranze etniche (specialmente gli ebrei) e dissidenti fuoriusciti dal Partito Popolare e dal Partito Socialista Polacco, nel quale lo stesso Piłsudski aveva militato. riuscendo ad attrarre voti tanto dai circoli aristocratici e dai funzionari pubblici quanto dai contadini e giovani nazionalisti.
Il programma del BBWR, benché mai esplicato, può essere riassunto in cinque punti:
- fedeltà e sostegno all'operato del maresciallo Piłsudski (Sanacja);
- uniformare le diverse correnti ideologiche e sociali (socialismo, conservatorismo, ecc.) sotto l'auspicio di una forte unità nazionale ed esecutivo forte;
- rifiuto del multipartitismo e della democrazia parlamentare;
- prosecuzione di un autoritarismo e corporativismo istituzionale volti alla ragion di stato e al benessere comune;
- sostegno ai nazionalismi etnici dell'Est ("prometeismo"), volte ad indebolire l'URSS (erede della nemesi russa).[16]

Va notato che, nonostante la vocazione pluralista e catch-all del BBWR, non coinvolse mai attivamente le classi borghesi, operaie e contadine all'interno della sua organizzazione, che rimase sostanzialmente elitista e ristretta. Inoltre, l'elettorato cattolico fu estraniato completamente, poiché la maggioranza dei dirigenti del BBWR era affiliata alla massoneria e condivideva un punto di vista laico.

## Risultati elettorali
Risultati per le elezioni presidenziali, indirette secondo la Costituzione del 1926:
| Elezione | Candidato       | Voti      | %    | Esito  |
| -------- | --------------- | --------- | ---- | ------ |
| 1933     | Ignacy Mościcki | 332 / 444 | 74,7 | Eletto |

Risultati per le elezioni legislative della Sejm:
| Elezione         | Voti      | %    | Seggi     |
| ---------------- | --------- | ---- | --------- |
| Legislative 1928 | 2 399 438 | 21,0 | 125 / 444 |
| Legislative 1930 | 5 292 725 | 46,7 | 249 / 444 |
| Legislative 1935 | 6 118 695 | 86,6 | 181 / 206 |